# Mateo Salado
Mateo Salado o Matheus Saladé (Beauce?,[cita requerida] 1526-Lima, 15 de noviembre de 1573) fue un vagabundo francés, converso al luteranismo, a quien la Inquisición arrojó en la hoguera durante el primer auto de fe celebrado en la ciudad de Lima, Perú, el 15 de noviembre de 1573. Los miembros de las denominaciones evangélicas lo consideran como su primer mártir en el Perú.

## Biografía
Los pocos datos que conocemos de su vida provienen del proceso que se le siguió en el Tribunal de la Inquisición. Decía que era francés, que había emigrado a España y que su luteranismo se debía al contacto que tuvo con algunos luteranos en Sevilla, de quienes recibió un ejemplar del Nuevo Testamento en idioma francés. En dicho puerto español se embarcó para América en busca de nuevos horizontes. Por cierto que en su carta de embarcación debió declarar ser católico, apostólico y romano, sin imaginar nadie que venía influenciado por las ideas protestantes que entonces irrumpían en Europa. 
Mateo Salado llegó al Perú hacia 1561. Estableció su vivienda en la vecindad de unas huacas que entonces se encontraban alejadas del núcleo urbano de la ciudad de Lima y que actualmente están entre los distritos de Breña, Pueblo Libre y Lima Cercado. Dicho conjunto monumental conforma ahora el llamado complejo arqueológico Mateo Salado.
Durante varios años vivió como un ermitaño, y la gente le tenía por loco, pues no mostraba mucho cuidado de su persona. Vestía un hábito de jerga raído y dedicaba gran parte de su tiempo a excavar en torno a las huacas, aunque se ignora la razón; tal vez con la esperanza de encontrar tesoros, aunque lo único cierto es que dichos esfuerzos resultaron estériles. Para alimentarse apelaba a la mendicidad: solía ir los sábados a la ciudad y los feligreses le daban limosnas, de acuerdo a la tradición católica de ayudar a los menesterosos. Aprovechaba la ocasión para hacer notar lo que consideraba los errores de la Iglesia católica, como el adorar o reverenciar una cruz, la opulencia y la vida disipada de los ministros, y otras críticas propias del luteranismo. 
Toda esta prédica desaprensiva le hizo sospechoso y cuando se instaló la Inquisición en Lima, fue puesto en prisión en mayo de 1570. Se le acusó de blasfemo y de decir palabras impías y, aunque había bastante motivo para considerársele simplemente como maniático o loco, en las declaraciones respondió como si estuviera en su sano juicio. Preguntado si era hereje, no lo desmintió y declaró además que había estado en Sevilla y había tratado allí con algunos luteranos y que éstos le habían dado una Biblia. Se comprobó que la había leído y que le eran familiares algunos pasajes del texto. 

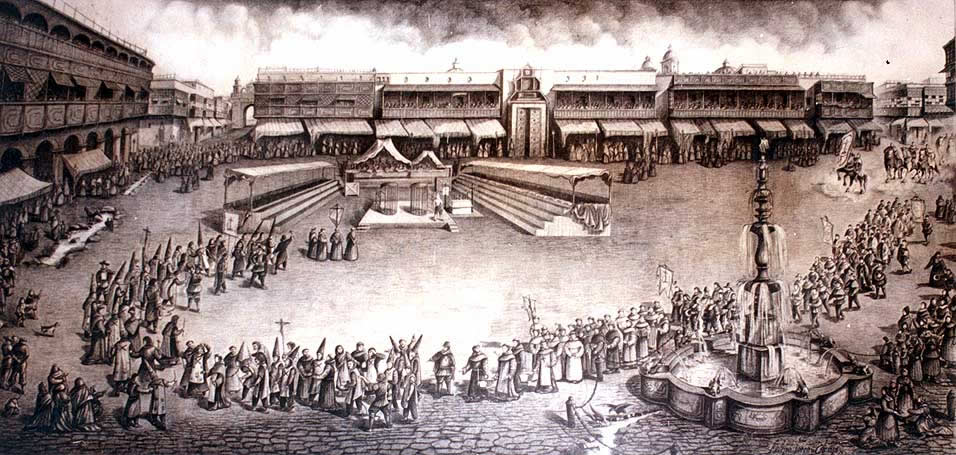
Celebración de un Auto de Fe en la Plaza Mayor de Lima.

Atendiendo a su presunta locura, pidió el fiscal que la causa fuese sobreseída. Pero diez testigos presentaron más tarde, en noviembre de 1571, una denuncia por herejía y, nuevamente sometido a confesión, se le halló en razón, se le declaró reo impenitente (es decir reacio a arrepentirse), pues no se retrajo como firme defensor del luteranismo y erasmismo, y se le relajó, es decir, se le entregó al poder civil para que le aplicase la pena capital.
Fue quemado en la hoguera durante primer auto de fe celebrado en la ciudad de Lima, el 15 de noviembre de 1573. Con él salieron otros cinco penitenciados, por diversas causas, los cuales fueron castigados levemente. Llama ciertamente la atención que se procediera a realizar un auto de fe con tan pocos reos, lo que explicó el inquisidor Serván de Cerezuela, escribiendo al Inquisidor Mayor, que se había procedido así por la necesidad de sustanciar sus causas, visto que por lo insalubre del clima, casi todos enfermaban en la prisión.